# Crise du détroit d'Ormuz
La crise du détroit d'Ormuz commence le 27 décembre 2011, dans un contexte de renforcement des sanctions prises par de nombreux pays contre l'Iran en raison de son programme nucléaire controversé, et à la suite de l'annonce du premier vice-président iranien Mohammad Reza Rahimi de fermer le détroit d'Ormuz en cas de sanctions visant les exportations iraniennes de pétrole.

## Historique
Immédiatement après, les Iraniens mènent une série d'exercices navals et d'essais de missiles balistiques. Une coalition de pays (France, Royaume-Uni et États-Unis) réagit en envoyant une flottille de navires de guerre afin de dissuader toute tentative iranienne de bloquer le détroit, voie maritime cruciale au transit des pétroliers.
Elle conduit par ailleurs à un embargo de l'Union européenne, bannissant les exportations de pétrole iranien vers l'Europe le 23 janvier 2012. Les exportations de pétrole constituaient environ 80 % des recettes de l'État iranien, dont 20 % étaient destinées à l'UE. D'autres pays asiatiques tels que le Japon et la Corée du Sud (26 % des exportations iraniennes) ont également déclaré tendre à réduire leurs importations de pétrole iranien.
Le 28 décembre 2012, la Marine iranienne mène des exercices militaires dans le détroit, nom de code Velayat 90, testant ses missiles de croisière Noor et Qader ainsi que missiles sol-air Ra'd et ses missiles balistiques tactiques Nasr,.
Le 28 avril 2015, le navire marchand danois Maersk Tigris battant pavillon marshallais est intercepté par la Marine iranienne. En réponse, l’USS Farragut (DDG-99) de classe Arleigh Burke est dépêché sur place par les États-Unis.

## Navires déployés
- États-Unis :
  - Carrier Strike Group One :

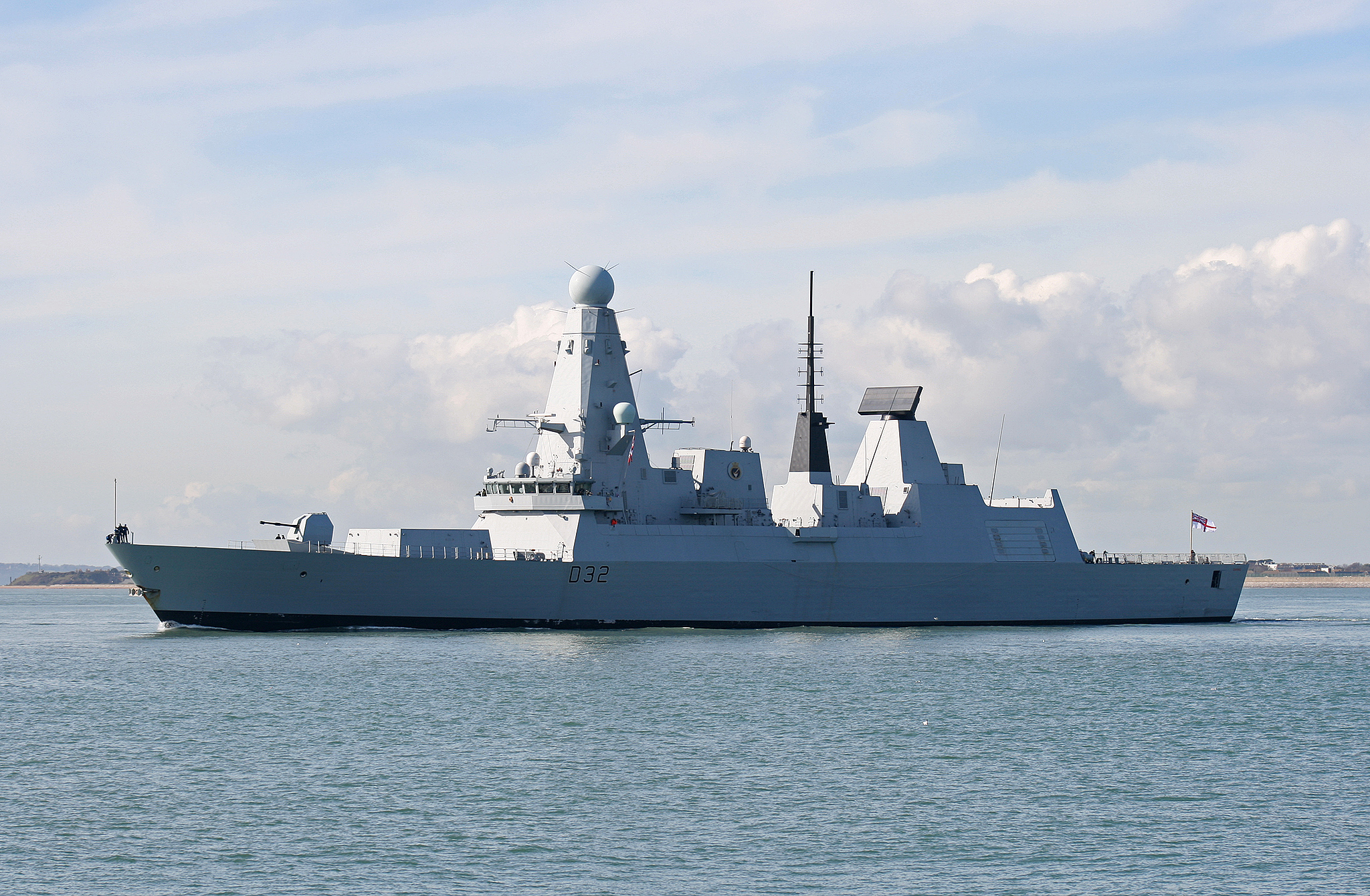
Le HMS Daring de la Royal Navy, envoyé sur place le 6 janvier 2012.

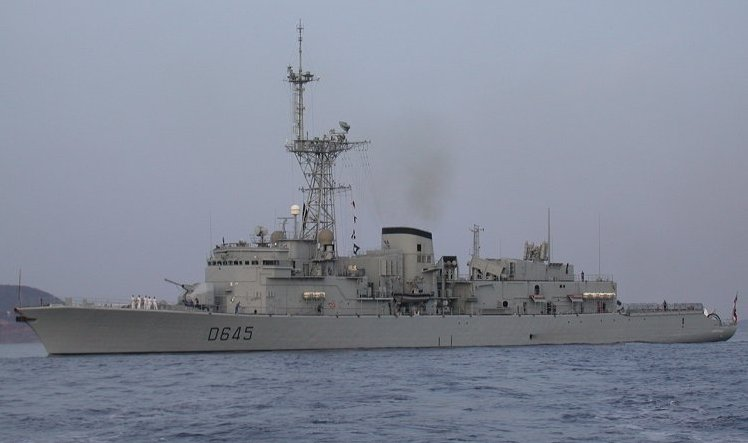
La frégate La Motte-Picquet de la Marine nationale déployée dans le golfe Persique.

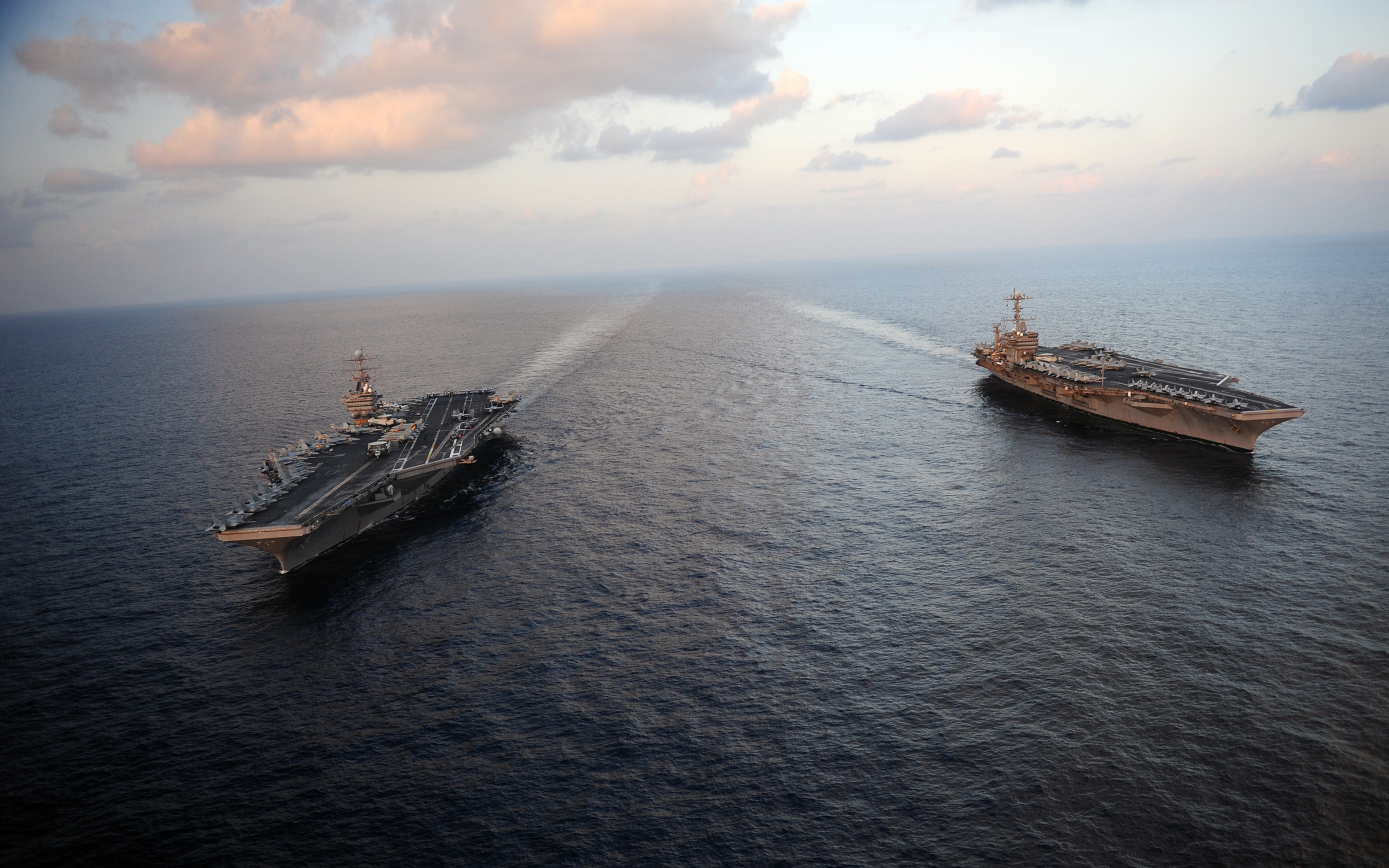
Les porte-avions de l'United States Navy USS Abraham Lincoln et USS John C. Stennis (CVN 74) dans la mer d'Arabie le 19 janvier 2012.

    - USS Bunker Hill (CG-52) (croiseur de classe Ticonderoga) ;
    - USS Stockdale (DDG-106) (en) (destroyer de classe Arleigh Burke) ;
    - USS Gridley (DDG-101) (en) (destroyer de classe Arleigh Burke) ;
    - USS Higgins (DDG-76) (destroyer de classe Arleigh Burke)

  - Carrier Strike Group 3 :
    - USS Mobile Bay (CG-53) (en) (croiseur de classe Ticonderoga) ;
    - USS Wayne E. Meyer (DDG-108) (en) (destroyer de classe Arleigh Burke) ;
    - USS Dewey (DDG-105) (en) (destroyer de classe Arleigh Burke) ;
    - USS Kidd (DDG-100) (en) (destroyer de classe Arleigh Burke) ;
    - USS Pinckney (DDG-91) (en) (destroyer de classe Arleigh Burke) ;

  - Carrier Strike Group 9 :
    - USS Cape St. George (CG-71) (en) (croiseur de classe Ticonderoga) ;
    - USS Sterett (DDG-104) (en) (destroyer de classe Arleigh Burke) ;
    - USS Halsey (DDG-97) (destroyer de classe Arleigh Burke) ;
    - USS Momsen (DDG-92) (en) (destroyer de classe Arleigh Burke[11]) ;

- Royaume-Uni :
  - HMS Argyll (F231) (frégate de classe Duke ou Type 23) ;
  - HMS Somerset (F82) (frégate de classe Duke ou Type 23) ;
  - RFA Lyme Bay (L3007) (en) (Landing Ship Dock auxiliaire de classe Bay) ;
  - HMS Ramsey (M110) (en) (dragueur de mines de classe Sandown) ;
  - HMS Echo (H87) (en) (navire hydrographique) ;
  - HMS Daring (D32) (destroyer de classe Daring ou Type 45);
  - HMS Westminster (F237) (en) (frégate de classe Duke ou Type 23[12],[13]) ;

- - HMS St Albans (F83) (frégate de classe Duke ou Type 23) ;
  - Sous-marin de classe Trafalgar.

- France :
  - La Motte-Picquet (frégate anti-sous-marine de classe Georges Leygues[14]).